# Catostomus warnerensis
Catostomus warnerensis är en fiskart som beskrevs av Snyder, 1908. Catostomus warnerensis ingår i släktet Catostomus och familjen Catostomidae. IUCN kategoriserar arten globalt som sårbar. Inga underarter finns listade i Catalogue of Life.